# Cernești
Cernești is een Roemeense gemeente in het district Maramureș.
Cernești telt 3716 inwoners.